# Sciurus granatensis
Sciurus granatensis (Вивірка червонохвоста) — вид ссавців, гризунів родини Вивіркових (Sciuridae). 

## Поширення
Країни поширення: Колумбія, Коста-Рика, Еквадор, Панама, Тринідад і Тобаго, Венесуела. Поширення за висотою: від 0 до 3000 м над рівнем моря.

## Морфологія
Зубна формула: I 1/1, C 0/0, P 1/1, M 3/3. Повна довжина: 330—520 мм, хвіст довжиною 140—280, задня ступня довжиною 40—65 мм, довжина вух 16—36, вага 228—520 гр. Колір спини різноманітний. Верхні частини тіла воліють бути від іржаво-коричневого до майже чорного кольорів, хоча можуть мати деяку домішку жовтого волосся. Нижні частини тіла мають від повністю білого до яскраво-оранжево-рудого забарвлення. Хвіст може бути глибоко вохровим угорі, трохи окроплений чорним і з або без вираженого чорного закінчення. Знизу хвіст від темно-жовтувато-коричневого до чорного облямованого вохровим кольору. Підборіддя і боки горла темні з вохровим відтінком. Є нечіткі кільця навколо очей майже чистого вохрового кольору. Меланісти трапляються рідко. Череп досить широкий, увігнутий в міжоковій області. S. granatensis показує крайні відхилення в розмірах по діапазоні поширення, без істотного статевого диморфізму. S. granatensis має три пари молочних залоз. Середня маса мозку 6.5 грам.

## Міжвидові відносини
Основна їжа для S. granatensis — горіхи, вживає також фрукти, насіння, комах, квіти, кору, листя. Основні вороги: капуцини, та інші хижі деревні ссавці, Хижі птахи, Boa constrictor та інші деревні змії.

## Відтворення
Новонароджені, вага яких близько 10 грам, сліпі та безволосі. Середня кількість дитинчат у виводку трохи менша двох. 

## Генетика
2n=42 хромосом, FN=78. Каріотип показав 19 пар метацентричних і субметацентричних аутосом, одну пару акроцентричних аутосом. X-хромосома велика, субметацентрична; Y-хромосома середніх розмірів, акроцентрична.

## Загрози та охорона
Основні загрози невідомі. Зустрічається в багатьох природоохоронних територіях, у тому числі національних парках та міських парках по всьому ареалу.